# ديفيد جون لويس
ديفيد جون لويس (بالإنجليزية: David John Lewis)‏ هو محامي وسياسي أمريكي، ولد في 1 مايو 1869 في مقاطعة سنتر في الولايات المتحدة، وتوفي في 12 أغسطس 1952 في كمبرلاند في الولايات المتحدة. حزبياً، نشط في الحزب الديمقراطي. وقد انتخب عضو مجلس النواب الأمريكي.